# Micromyrtus imbricata
Micromyrtus imbricata är en myrtenväxtart som beskrevs av George Bentham. Micromyrtus imbricata ingår i släktet Micromyrtus och familjen myrtenväxter. Inga underarter finns listade i Catalogue of Life.